# Kingwhale Taipei
Kingwhale Taipei är en volleybollklubb från Taipei, Taiwan. Klubben grundades 2019. Det är baserat på spelare från Taipeis universitet och sponsras av företaget Kingwhale. Laget spelar i Top Volleyball League (högsta serien i Taiwan) och har där tillhört de bästa, med en seger 2022/2023 som främsta merit. De kvalificerade sig därigenom för spel i Asian Women's Club Volleyball Championship 2023.